# Adonisea volupia
Adonisea volupia är en fjärilsart som beskrevs av Fitch 1857. Adonisea volupia ingår i släktet Adonisea och familjen nattflyn. Inga underarter finns listade i Catalogue of Life.